# Унтершнайдгайм
Унтершнайдгайм (нім. Unterschneidheim) — комуна в районі Східний Альб, земля Баден-Вюртемберг, Німеччина.

## Відомі люди
Тут народився відомий композитор і музикант Франц Бюлер.

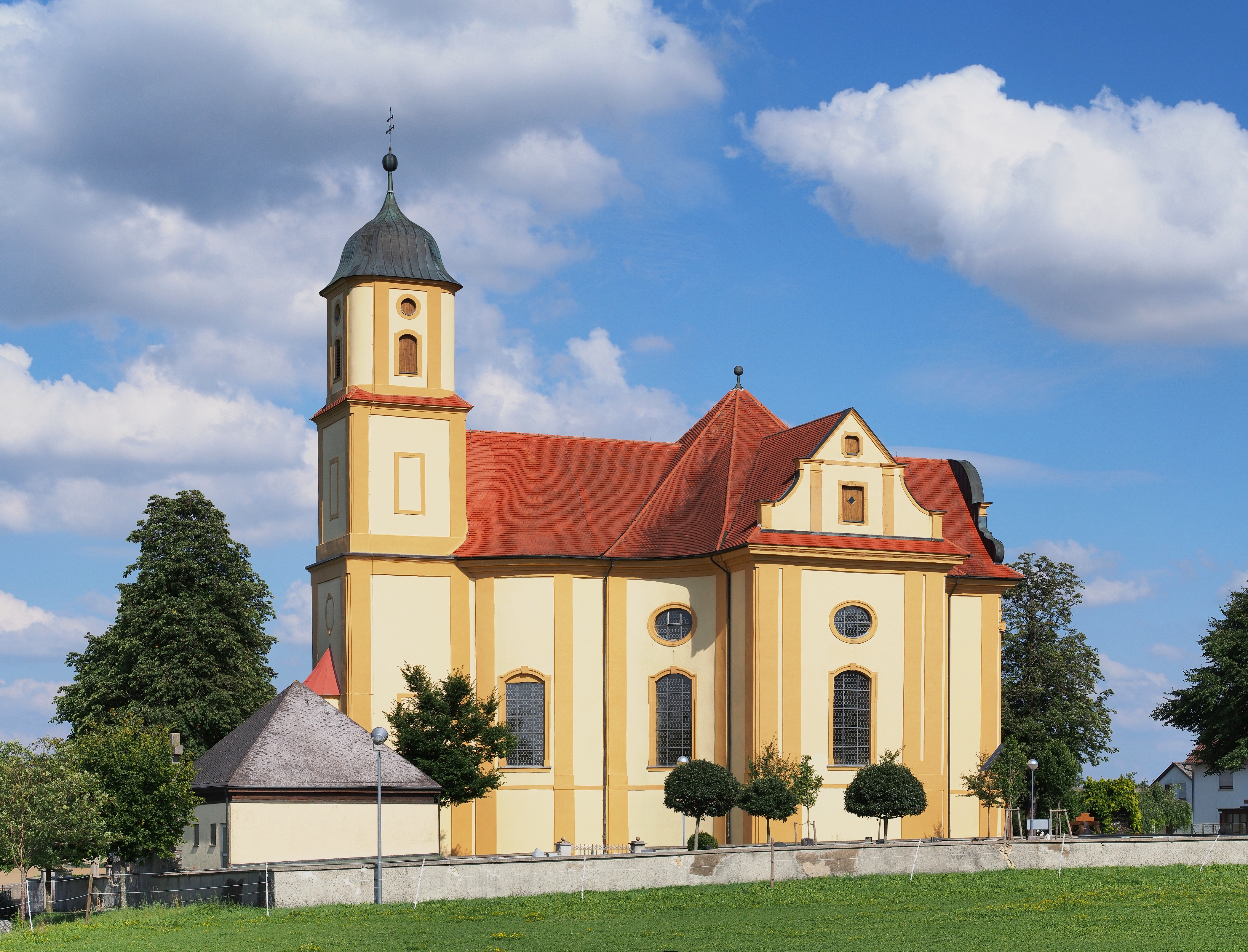
Святилище Святої Марії